# Avena nuda
Avoine nue
Espèce
L'Avena nuda, l'avoine nue ou avoine à gruau, est une espèce de plantes monocotylédones de la famille des Poaceae, sous-famille des Pooideae, originaire d'Europe.
L'expression « avoine nue » est ambigüe. En effet, elle désigne le plus souvent un type d'avoine à grains nus de l'espèce Avena sativa, espèce hexaploïde (génome AACCDD, 2x=6n=42) qui est habituellement un type d'avoine à grains « vêtus », les glumelles restant adhérentes au caryopse. Les deux types, à gains vêtus et à grains nus, tous deux hexaploïdes, sont totalement interfertiles.
Cependant, Avena nuda L. est une espèce diploïde (génome AA, 2n=2x=14), originaire d'Europe, décrite par Linné en 1753, et classée sous le nom d'Avena nudibrevis par Vavilov en 1926, tandis que d'autres auteurs la classaient comme une variété d'Avena strigosa, espèce d'avoine diploïde cultivée.
On ne connaît aucune espèce d'avoine tétraploïde à grains nus, ce qui tend à prouver que la mutation « grains nus » s'est produite séparément chez les espèces diploïdes et hexaploïdes plutôt qu'une seule fois chez les espèces diploïdes.
L'expression du caractère nuda (« grains nus ») semble contrôlée chez les espèces hexaploïdes par un gène principal dominant et modifiée par d'autres gènes qui produisent un gradient dans cette expression entre le sommet et la base de la panicule, le caractère de type nuda étant plus prononcé dans les épillets apicaux. Chez les espèces diploïdes à grains nus, le gène responsable semble récessif. 

## Utilisation
Elle est notamment utilisée en Chine dans la production de certains types de nouilles ou dans le gruau, principalement au petit déjeuner ou lors de certaines fêtes.

## Distribution et habitat
L'aire de répartition originelle d'Avena nuda s'étend dans divers pays d'Europe : Allemagne, Autriche, Belgique, Danemark, Grèce, République tchèque, Royaume-Uni.

## Taxinomie

### Synonymes
Selon Catalogue of Life (23 décembre 2017) :
- Avena albicans F.Lestib.
- Avena nudibrevis Vavilov, nom. nud.
- Avena sativa var. biaristata Alef.
- Avena sativa var. culinaris Alef., nom. illeg.
- Avena sativa subsp. nuda (L.) Gillet & Magne
- Avena sativa var. nuda (L.) Körn.
- Avena strigosa  var. nuda (L.) Hausskn.

### Liste des sous-espèces et variétés
Selon Tropicos (23 décembre 2017) (Attention liste brute contenant possiblement des synonymes) :
- sous-espèce : Avena nuda subsp. wiestii (Steud.) Á. Löve & D. Löve
- variétés :
  - Avena nuda var. biaristata (Alef.) Asch. & Graebn.
  - Avena nuda var. chinensis Fisch. ex Link
  - Avena nuda var. mongolica Pissar
  - Avena nuda var. quadriflora Opiz